# 马丁·惠特马什
马丁·惠特马什（英語：Martin Whitmarsh，1958年4月29日—），是一名英国商人。他在2021年至2024年担任阿斯顿·马丁车队的集团首席执行官。

## 职业生涯
马丁·惠特马什1980年毕业與朴茨茅斯大学，获得机械工程學位。他在英国宇航系统公司开始了他的职业生涯。他在英国宇航系统公司的汉布尔勒赖斯工厂从事结构分析。之后，他被提升为高级复合材料结构研究工程师并且調到英国宇航系统公司在韦布里奇的工厂工作。1988年惠特馬什被提升为制造总监并负责鹰式教练机和海鹞战斗攻击机的机身生产。

### 迈凯伦
1988年惠特馬什離開BAE加入迈凯伦成为运营主管。
在1997年，惠特马什被提升为总裁，他开始负责迈凯伦在F1（即迈凯伦车队）的运营和赞助。这使得车队领队罗恩·丹尼斯可以有更多的精力去关注迈凯伦集团的其它方面的工作。在2004年4月，他被提升成为CEO去负责公司在F1领域的运营。
为了表彰他的诸多成就，2009年，他被他的母校朴茨茅斯大学授予荣誉法学博士学位。
2009年3月1日，罗恩·丹尼斯不再担任迈凯伦车队领队转而担任迈凯伦汽车公司的相关职位，他希望增强公司在汽车制造领域的实力。因此，惠特马什出任车队领队。
2009年的迈凯伦并没有一辆拥有竞争力的赛车，但是迈凯伦车队最终以一分的微弱优势战胜法拉利车队获得车队亚军。在2010年3月，惠特马什当选一级方程式车队协会的主席。
2014年1月，惠特马什从迈凯伦赛事公司的CEO上卸任，由他的前任罗恩·丹尼斯重新担任该职位。

### 后迈凯伦时期
2015年3月，惠特马什宣布加入本·阿斯利竞速帆船队，担任其首席执行官。2017年11月，他从该职务离职，仅担任顾问角色。

### 阿斯顿·马丁
2021年9月，阿斯顿·马丁宣布聘请惠特马什担任阿斯顿马丁高性能技术的首席执行官，他将于2021年10月1日上任。2024年7月，阿斯顿马丁车队宣布聘请前梅赛德斯AMG高性能动力总成负责人安迪·考威尔，他将在10月入职担任CEO，接替惠特马什的位置。